# Патрік Бабум'ян
Патрік Бабум'ян (англ. Patrik Baboumian; нар. 1 липня 1979) — ірансько-німецький стронґмен, психолог і колишній культурист.

## Життєпис
Народився в Абадані, Іран. У віці семи років, Бабум'ян разом з матір'ю і бабусею емігрував до міста Гаттенгофен (Баден-Вюртемберг), Німеччина. У віці дев'яти Бабум'ян вже виявляв інтерес до силових тренувань, після чого серйозно захопився бодібілдингом. В 1999 році він виграв чемпіонат з бодибілдингу IFBB серед юніорів у Німеччині, а у 2002 році він став абсолютним чемпіоном на Чемпіонському Кубку Гіссена.
Нині Бабум'ян має звання «Найсильнішої людини Німеччини».
Патрік дотримувався вегетаріанства з 2005 року, а у 2011 перейшов на веганство (виключно рослинний раціон). У листопаді 2011 року став новим обличчям кампанії з організації захисту тварин ЛЕСТ (PETA), пропагуючи веганський спосіб життя. Станом на 2015 рік чемпіон світу з прогулянки з ярмом (560 кг за 28 с).

## Особисті данні
- Зріст: 168 см
- Вага: 116 кг
- Біцепс: 50 см
- Вивага лежачи: 215 кг
- Присідання: 310 кг
- Мертве зведення: 360 кг

## Кубки Світу
- 2007 (Китай) 14
- 2009 (Україна) 9
- 2010 (США) 23